# Californication (Album)
Californication ist das siebte Studioalbum der US-amerikanischen Rockband Red Hot Chili Peppers, das im Juni 1999 veröffentlicht wurde.

## Generelles
Californication ist nach Blood Sugar Sex Magik das erste Album, bei welchem wieder John Frusciante an der Gitarre zu hören ist. Die Aufnahmen fanden in Balzarys Garage statt. Die Klangqualität wurde aufgrund von Übersteuerungen im Bereich hoher Frequenzen stellenweise kritisiert. Trotzdem wurden weltweit über 10 Millionen Exemplare verkauft.
Das Album stellt hinsichtlich der Biografie aller Bandmitglieder einen Wendepunkt dar. Sie hatten zum Zeitpunkt der Veröffentlichung allesamt ihre jahrelange Drogensucht überwunden.

## Albumtitel
Das Wort „Californication“ ist ein Portmanteau des englischsprachigen Namens des US-Bundesstaats Kalifornien sowie des englischen Wortes für „Unzucht“ (fornication). Das Wortspiel entstand in den 1970er und 1980er Jahren, als im nördlichen Nachbarstaat Oregon aufgrund des wachsenden Einflusses Kaliforniens durch den Neubau der Interstate 5 und der großen Zuwanderung von Kaliforniern auf den Autos Aufkleber mit der Aufschrift „Don’t californicate Oregon“ zu lesen waren.
Anthony Kiedis unterstreicht allerdings, dass der Albumtitel mit diesem Wortspiel nichts zu tun hat, sondern eine davon unabhängige Neuschöpfung ist.

## Klangqualität
Californication ist ein bekanntes Beispiel für den Loudness War. So weist das Album nicht nur die übliche geringe Dynamik, sondern sogar deutliche Übersteuerungen auf.
Tim Anderson von The Guardian beklagte „exzessive Kompression und Verzerrungen“, die durch das digitale Mastering entstanden seien.
Im Onlinemagazin Stylus wurde das Album als „Opfer des Loudness War“ bezeichnet. Das Album würde so sehr unter digitalen Verzerrungen leiden, dass sich selbst nicht-audiophile Hörer über die schlechte Tonqualität beschwert hätten. Von November 2005 bis 2014 existierte eine Online-Petition, die eine technische Überarbeitung forderte. Dort gab es 1953 Unterzeichnungen (letzter Stand: 4. Juli 2012).

## Titelliste
Alle Songs geschrieben von John Frusciante, Michael Balzary, Chad Smith und Anthony Kiedis
1. Around the World – 3:58
2. Parallel Universe – 4:30
3. Scar Tissue – 3:37
4. Otherside – 4:15
5. Get on Top – 3:18
6. Californication – 5:21
7. Easily – 3:51
8. Porcelain – 2:43
9. Emit Remmus – 4:00
10. I Like Dirt – 2:37
11. This Velvet Glove – 3:45
12. Savior – 4:52
13. Purple Stain – 4:13
14. Right on Time – 1:52
15. Road Trippin’ – 3:25
16. Gong Li – 3:43 (Track nur in Japan und Australien enthalten)
17. How Strong – 4:42 (Track nur in Australien enthalten)
18. Instrumental #2 – 2:34 (Track nur in Australien enthalten)

iTunes Store Bonustracks
1. Quixoticelixer – 4:48
2. Over Funk – 2:58
3. Fat Dance – 3:40

## Singleauskopplungen
| Jahr | Titel            | Höchstplatzierung, Gesamtwochen, AuszeichnungChartplatzierungen (Jahr, Titel, , Platzierungen, Wochen, Auszeichnungen, Anmerkungen) | Höchstplatzierung, Gesamtwochen, AuszeichnungChartplatzierungen (Jahr, Titel, , Platzierungen, Wochen, Auszeichnungen, Anmerkungen) | Höchstplatzierung, Gesamtwochen, AuszeichnungChartplatzierungen (Jahr, Titel, , Platzierungen, Wochen, Auszeichnungen, Anmerkungen) | Höchstplatzierung, Gesamtwochen, AuszeichnungChartplatzierungen (Jahr, Titel, , Platzierungen, Wochen, Auszeichnungen, Anmerkungen) | Höchstplatzierung, Gesamtwochen, AuszeichnungChartplatzierungen (Jahr, Titel, , Platzierungen, Wochen, Auszeichnungen, Anmerkungen) | Anmerkungen                                                                         |
| Jahr | Titel            | DE | AT | CH | UK | US | Anmerkungen                                                                         |
| ---- | ---------------- | --- | --- | --- | --- | --- | ----------------------------------------------------------------------------------- |
| 1999 | Scar Tissue      | DE75 (9 Wo.)DE | — | — | UK15 (7 Wo.)UK | US9 (29 Wo.)US | Erstveröffentlichung: 25. Mai 1999                                                  |
| 1999 | Around the World | — | — | — | UK35 (2 Wo.)UK | — | Erstveröffentlichung: 20. August 1999                                               |
| 1999 | Otherside        | DE44 (9 Wo.)DE | — | CH65 (7 Wo.)CH | UK33 (2 Wo.)UK | US14 (22 Wo.)US | Erstveröffentlichung: 8. November 1999                                              |
| 2000 | Californication  | DE63 (9 Wo.)DE | — | — | UK16 (7 Wo.)UK | US69 (19 Wo.)US | Erstveröffentlichung: 20. Mai 2000                                                  |
| 2000 | Road Trippin’    | DE89 (4 Wo.)DE | — | CH91 (2 Wo.)CH | UK30 (2 Wo.)UK | — | Erstveröffentlichung: 17. November 2000 nur in Europa und Australien veröffentlicht |

## Preise
Bei den Grammy Awards 2000 wurde Californication in der Kategorie Best Rock Album nominiert, unterlag jedoch Supernatural von Santana.

## Kommerzieller Erfolg

### Chartplatzierungen
| ChartsChartplatzierungen       | Höchstplatzierung | Wochen |
| ------------------------------ | ----------------- | ------ |
| Deutschland (GfK)              | 2 (… Wo.)         | …      |
| Österreich (Ö3)                | 2 (128 Wo.)       | 128    |
| Schweiz (IFPI)                 | 3 (127 Wo.)       | 127    |
| Vereinigte Staaten (Billboard) | 3 (104 Wo.)       | 104    |
| Vereinigtes Königreich (OCC)   | 5 (169 Wo.)       | 169    |

| ChartsJahrescharts (1999)    | Platzierung |
| ---------------------------- | ----------- |
| Deutschland (GfK)            | 18          |
| Österreich (Ö3)              | 13          |
| Schweiz (IFPI)               | 20          |
| Vereinigtes Königreich (OCC) | 59          |

| ChartsJahrescharts (2000)    | Platzierung |
| ---------------------------- | ----------- |
| Deutschland (GfK)            | 6           |
| Österreich (Ö3)              | 7           |
| Schweiz (IFPI)               | 13          |
| Vereinigtes Königreich (OCC) | 40          |

| ChartsJahrescharts (2001) | Platzierung |
| ------------------------- | ----------- |
| Österreich (Ö3)           | 72          |

### Auszeichnungen für Musikverkäufe
| Land/Region                  | Auszeichnungen für Musikverkäufe (Land/Region, Auszeichnung, Verkäufe) | Verkäufe    |
| ---------------------------- | ---------------------------------------------------------------------- | ----------- |
| Argentinien (CAPIF)          | 3× Platin                                                              | 180.000     |
| Australien (ARIA)            | 8× Platin                                                              | 560.000     |
| Belgien (BRMA)               | Platin                                                                 | 50.000      |
| Brasilien (PMB)              | 2× Platin                                                              | 500.000     |
| Chile (IFPI)                 | Platin                                                                 | 25.000      |
| Dänemark (IFPI)              | 5× Platin                                                              | 100.000     |
| Deutschland (BVMI)           | 3× Gold                                                                | 750.000     |
| Europa (IFPI)                | 4× Platin                                                              | (4.000.000) |
| Finnland (IFPI)              | Platin                                                                 | 62.365      |
| Frankreich (SNEP)            | 2× Gold                                                                | 200.000     |
| Griechenland (IFPI)          | Platin                                                                 | 30.000      |
| Indonesien (ASIRI)           | 3× Platin                                                              | 150.000     |
| Israel (IFPI)                | Gold                                                                   | 20.000      |
| Italien (FIMI)               | 4× Platin (2000) · + 2× Platin (2022)                                  | 500.000     |
| Japan (RIAJ)                 | Platin                                                                 | 200.000     |
| Kanada (MC)                  | 9× Platin                                                              | 900.000     |
| Kroatien (HDU)               | Gold                                                                   | 7.500       |
| Mexiko (AMPROFON)            | Platin                                                                 | 150.000     |
| Neuseeland (RMNZ)            | 9× Platin                                                              | 135.000     |
| Niederlande (NVPI)           | 2× Platin                                                              | 160.000     |
| Norwegen (IFPI)              | Platin                                                                 | 50.000      |
| Österreich (IFPI)            | 2× Platin                                                              | 100.000     |
| Philippinen (PARI)           | Platin                                                                 | 40.000      |
| Polen (ZPAV)                 | Platin                                                                 | 100.000     |
| Portugal (AFP)               | 2× Platin                                                              | 80.000      |
| Schweden (IFPI)              | 2× Platin                                                              | 160.000     |
| Schweiz (IFPI)               | 2× Platin                                                              | 100.000     |
| Singapur (RIAS)              | Gold                                                                   | 7.500       |
| Spanien (Promusicae)         | 2× Platin                                                              | 200.000     |
| Tschechien (IFPI)            | Gold                                                                   | 25.000      |
| Thailand (TECA)              | Gold                                                                   | 25.000      |
| Uruguay (CUD)                | Platin                                                                 | 6.000       |
| Vereinigte Staaten (RIAA)    | 8× Platin                                                              | 8.000.000   |
| Vereinigtes Königreich (BPI) | 5× Platin                                                              | 1.500.000   |
| Insgesamt                    | 8× Gold · 85× Platin ·                                                 | 15.123.365  |

Hauptartikel: Red Hot Chili Peppers/Auszeichnungen für Musikverkäufe